# 송양
송양(松讓, ?~?)은 비류국의 왕이다.

## 생애
기원전 37년 사냥을 하면서 비류수(沸流水)를 거슬러 올라가 비류국을 찾아간 고구려의 주몽과 변론과 무예로 실력을 겨루어 패권을 다투었으나 동명성왕을 당하지 못했다. 기원전 36년 동명성왕에게 항복하자 동명성왕은 그를 다물도(多勿都)로 개칭된 비류국의 주(主)로 임명하였다. 기원전 18년 딸을 고구려 유리명왕의 비로 바쳤다.
송양의 ‘양(讓)’은 나(那)·노(奴)를 한자식으로 표기한 것으 로 송양은 ‘송(松)의 땅’ 곧 ‘송나(松那)·송노(松奴)’로서 소노부(消奴部)를 가리킨다는 견해가 있다.

## 송양이 등장하는 작품

### 드라마
- 《주몽》(MBC, 2006년~2007년, 배우:박종관)
- 바람의나라 kbs2 2008_2009 배우:김병기
- ㅡ>상가 로 나옴( 주몽 에선 연타발 )

한국사기 ㅡ 주몽 의 활솜씨에 고개숙이는걸로 등장